# Дребноцветна перуанска лайкучка
Дребноцветната перуанска лайкучка, известна още като перуанска лайка (Galinsoga parviflora), е тревисто растение от семейство Сложноцветни (Asteraceae). Перуанската лайка е пренесена от Перу в Кралската ботаническа градина през 1796 г. и по-късно попада в дивата природа във Великобритания и Ирландия.

## Етимология
След попадането в Кралската ботаническа градина (Kew Gardens) дребноцветната перуанска лайкучка временно е известна като Kew Weed.
Растението е кръстено на испанския ботаник Игнасио Мариано Мартинес де Галинсога. Името на вида parviflora се превежда като „с малки цветя“. Във Великобритания името му Galinsoga понякога е популярно предавано като „галантни войници“, а след това понякога се променя на „войници на кралицата“. В Малави, където растението е натурализирано, то е известно като Mwamuna aligone, което се превежда като „Съпругът ми спи“.

## Описание
Дребноцветната перуанска лайкучка расте на височина от 75 см. Представлява разклонена билка със срещуположни дръжкови листа, назъбени по краищата. Цветовете са в малки глави от по 3 – 8 бели лъчеви 3-делни цветчета с размер около 10 mm по дължина. Централните дискови цветчета са жълти и тръбести.